# 普格利·瑪格多娜

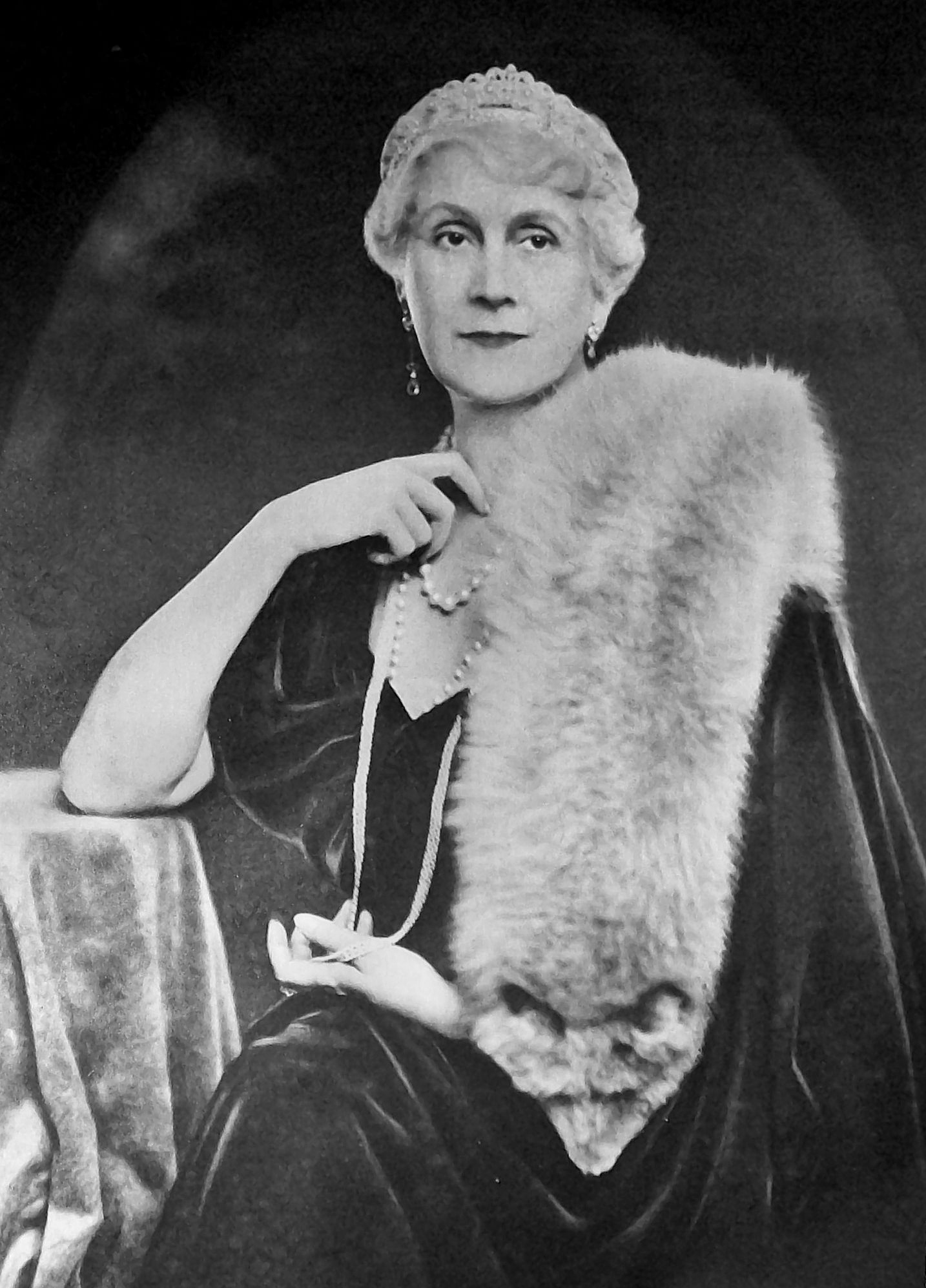
普格利·瑪格多娜

普格利·瑪格多娜·維爾瑪·貝內迪克塔·德·喬薩舍利（匈牙利語：Purgly Magdolna Vilma Benedikta de Jószáshely；1881年6月10日—1959年1月8日），匈牙利政治家和慈善家，攝政王霍爾蒂·米克洛什的夫人，副攝政王霍爾蒂·伊斯特萬的母親，她在匈牙利和德國親近而動搖其夫政治地位後走入政壇，透過組織慈善機構和參與公眾活動以維護政局穩定，並因直言不諱的反納粹態度成為了匈牙利法西斯組織箭十字黨的主要攻擊對象。

## 早年生活
瑪格多娜是她父母最小的女兒，她在親友聚會時結識了她姊夫的一位好友，比她年長12歲的海軍軍官霍爾蒂·米克洛什，霍爾蒂的軍事背景和遊歷五湖四海的經歷吸引了瑪格多娜，兩人於1901年7月22日於阿拉德結婚，婚禮見證人是一位將軍。
隨後瑪格多娜過上了軍官夫人的生活，她在霍爾蒂駐紮的普拉生育了四個孩子，並隨著霍爾蒂前往鄂圖曼帝國和維也納的霍夫堡皇宮旅居。

## 一戰
戰爭爆發後，瑪格多娜與她的四個孩子居住在普拉，她鮮少見到她的丈夫，也是從熟人口中得知霍爾蒂升為海軍少將和總司令的新聞，1918年，瑪格多娜因為戰局惡化帶著孩子們逃往維也納，不幸在此行中失去了她的長女，最終在維也納與丈夫重聚。

## 在霍爾蒂政權中
霍爾蒂一家回到肯德勒斯後原先計畫在家族莊園隱居，但霍爾蒂決定帶領發動反革命對抗共產主義政權，協約國勢力征服匈牙利後，霍爾蒂被推選為攝政王，瑪格多娜也因此搬進布達城堡，他們過著相對儉樸的生活，在814個房間中只用了9個。
1935年起，為維護丈夫的政權，瑪格多娜積極參與政事，例如對公眾發表反法西斯言論、在獨立定居點新利奧波德城成立慈善之家和免費廚房並堅決反對建立「霍爾蒂王朝」的聲浪，1938年，瑪格多娜創立慈善機構，旨在幫助上匈牙利的窮人。
1938年，瑪格多娜獲邀在德國的歐根親王號重巡洋艦下水時在希特勒元首陪同下親自打香檳祝福。
二戰時，她不只一次以廣播做募款活動幫助戰爭中的傷者，但她也對政局動盪深感不安，她經常對家人說:「我們從門進來的，卻可能得從窗出去。」她的擔憂最終幾乎逐字逐句地實現了，1944年10月15日，在霍爾蒂發動反德起義失敗後，霍爾蒂一家在布達城堡中被抓捕，並被軟禁在巴伐利亞的城堡中，儘管他們最終在美軍幫助下獲釋，但她在二戰中再度失去了一對兒女，連她的次子也被關押在集中營而生死未卜。

## 晚年生活
二戰結束後，瑪格多娜生活在上巴伐利亞魏爾海姆，在同盟國的安排下，她的丈夫與次子都成功在1945年年底前出獄，由於瑪格多娜的健康惡化，他們於1949年移民到了葡萄牙的埃斯托里爾，1956年匈牙利起義失敗後，霍爾蒂的精神受重創，並在隔年逝世，2年後的1959年，瑪格多娜因感染猩紅病逝，享壽77歲。
1. ↑  Horthy Memoirs 1957/2000, p.11n.
2. ↑  Horthy Memoirs, 1957/2000, p.39.
3. ↑   Horthy Memoirs, 1957/2000, p.40-1.
4. ↑  Horthy Memoirs, 1957/2000, p.49-50.
5. ↑  Horthy Memoirs, 1957/2000, p.107-8.
6. ↑  Horthy Memoirs, 1957/2000, p.117.